# Марцін Петровський
Марцін Петровський (пол. Marcin Pietrowski, нар. 1 березня 1988, Ґданськ, Польща) — польський футболіст, захисник футбольної команди «П'яст» з міста Гливиць.
З 2004 по 2015 рік захищав кольори «Лехії Ґданськ». 11 липня 2014 року уклав угоду з гливицьким «П'ястом» та приєднався до основної команди.

## Титули й досягнення
- Чемпіон Польщі (1):

П'яст (Гливиці): 2018-19